# Association internationale de la liberté religieuse
 (septembre 2010).
Si vous disposez d'ouvrages ou d'articles de référence ou si vous connaissez des sites web de qualité traitant du thème abordé ici, merci de compléter l'article en donnant les références utiles à sa vérifiabilité et en les liant à la section « Notes et références ».
Ne doit pas être confondu avec Association internationale pour la liberté religieuse ou Association internationale pour la défense de la liberté religieuse.
L'Association internationale de la liberté religieuse, ou IRLA -- International Religious Liberty Association --, est une organisation non politique qui défend, protège et promeut mondialement la liberté religieuse (un droit de l'homme) des personnes de toutes confessions ou convictions, dans le respect de l'ordre public et de la dignité de la personne. Établie en 1893 par l'Église adventiste du septième jour, c'est la plus ancienne association de défense de liberté religieuse dans le monde, . 
Reconnue par l'Organisation des Nations unies, IRLA prend part chaque année au conseil des droits de l'homme. Son quartier général est à Silver Spring dans le Maryland aux États-Unis. L'actuel secrétaire général d'IRLA est le Franco-Suisse Dr John Graz.

## Histoire
Après la Guerre de Sécession aux États-Unis, des chrétiens troublés par les ravages du conflit l'interprétèrent comme le signe d'un châtiment divin pour la pratique de l'esclavage et l'échec à reconnaître Dieu explicitement dans la Constitution. Ils tentèrent d'inciter le Congrès à voter un amendement reconnaissant le pays comme « une nation chrétienne ». 
Soucieuse de préserver la liberté de conscience et de culte pour les personnes de toutes religions et convictions, l'Église adventiste du septième jour fonda, en 1889, la National Religious Liberty Association -- l'association nationale de la liberté religieuse -- pour défendre le principe de séparation de l'Église et de l'État inséré dans la déclaration des droits des États-Unis, le premier pays à adopter le 17 septembre 1787 une telle disposition dans sa Constitution. En 1893, cette association fut rebaptisée International Religious Liberty Association -- l'association internationale de la liberté religieuse (IRLA). Depuis 1946, elle est ouverte aux autres confessions religieuses, à savoir juive, bouddhiste, catholique, protestante, musulmane, etc.,  Des personnes de diverses confessions et convictions sont membres de son comité.
Les Pères fondateurs de la constitution américaine étaient des chrétiens et des déistes épris de liberté et de tolérance qui établirent une société sur les bases de la liberté civile et religieuse. Thomas Jefferson, le rédacteur de cette constitution, parla d'ériger « un mur de séparation » entre l’Église et l’État. Le gouvernement ne devait privilégier, ni léser aucune religion, les États-Unis étant d'ailleurs une nation pluraliste religieuse. Il écrivit : « J’ai toujours considéré qu’il s’agissait d’une affaire entre l’homme et son créateur, dans laquelle personne d’autre, et surtout pas le public, n’avait le droit d’intervenir ».

## Organisation

### Mission
IRLA mène une action systématique pour « défendre, protéger et promouvoir la liberté religieuse de tous, et partout ». L'association a pour but de « répandre les principes de la liberté religieuse à travers le monde. Elle défend et protège le droit civil de tous de croire ou ne pas croire ; d'adopter une religion ou une croyance de leur choix ; de manifester leurs convictions religieuses dans la pratique et l'enseignement, soumis seulement au respect de droits équivalents des autres ; de soutenir le droit des organisations religieuses à opérer librement dans chaque pays en établissant et en possédant des institutions d'éducation et de charité ; et d'organiser des filiales locales, régionales et nationales, aussi bien que des séminaires et des congrès ».

### Principes
Dans sa déclaration de principes, IRLA exprime ainsi sa compréhension de la liberté religieuse :   
- La liberté de conscience est un droit naturel et inaliénable (article 18 de la déclaration universelle des droits de l'homme) accordé par Dieu. Elle implique la liberté d'avoir ou pas une religion de son choix, de changer de convictions ou de religion selon sa conscience, de pratiquer sa religion en privé ou en public. Elle inclut la liberté d'opérer de manière appropriée des institutions d'éducation et de charité, de solliciter ou de recevoir des contributions financières volontaires, d'observer des jours de repos et de célébrer des fêtes religieuses, et de communiquer nationalement et mondialement avec d'autres croyants.
- L'union de l'Église et de l'État est contraire aux intérêts des deux institutions. Les gouvernements doivent protéger les droits des citoyens. En vertu de cela, on leur doit une obéissance respectueuse et un soutien volontaire.
- La liberté religieuse, et l'élimination de l'intolérance et de la discrimination fondées sur la religion ou les convictions, sont essentielles pour promouvoir la compréhension, la paix et l'amitié parmi les peuples. Elle est résumée dans la règle d'or commune à toutes les grandes religions du monde : « ce que vous voulez que les autres fassent pour vous, faites-le de même pour eux ». Les citoyens doivent utiliser des procédés légaux et honorables pour lutter contre les restrictions de la liberté religieuse, afin que tous puissent jouir de ses bienfaits inestimables[9].

### Fonctionnement
IRLA a des associations nationales dans 80 pays, et 13 branches régionales couvrant plus de 200 pays. En 2003, IRLA fut reconnue par le Conseil économique et social des Nations unies, catégorie II. Elle est représentée à New York et à Genève, et prend part chaque année au Conseil des droits de l'homme.

### Partenaires
IRLA collabore avec plusieurs associations de défense de la liberté religieuse :
- Associaςão Brasileira de Liberdade Religiosa e Cidadania (ABLIRC)
- Association Internationale pour la Défense de la Liberté Religieuse (AIDLR), fondé par le franco-suisse Dr Jean Nussbaum
- Caribbean Religious Liberty Association (CARLA)
- North American Religious Liberty Association (NARLA)

## Direction d'IRLA
Secrétaires généraux
| - 1893-1904 - Allen Moon - 1904-1912 - K. C. Russell - 1912-1913 - William Prescott - 1913-1941 - C. S. Longacre - 1941-1950 - H. H. Votaw - 1950-1960 - A. W. Johnson | - 1960-1967 - M. V. Campbell - 1967-1975 - M. E. Loewen - 1975-1980 - W. Melvin Adams - 1980-1995 - Bert Beach - 1995-2015 - John Graz - 2015-Présent - Ganoune Diop |

## Actions d'IRLA
L'action d'IRLA a contribué à l'apaisement de conflits religieux et au rapprochement de communautés religieuses. Elle intervient partout où des confessions religieuses le demandent auprès des instances internationales, , des gouvernements, ,  et des chambres législatives, , voire des médias pour proposer l'adoption de lois sur la liberté religieuse ou pour inciter à les faire respecter. IRLA reçoit fréquemment la visite d'officiels de gouvernements et de dirigeants religieux du monde entier, . Elle organise des congrès mondiaux sur la liberté religieuse qui réunissent les dirigeants politiques, civiques et religieux, , , ainsi que le public,,, et des rencontres avec des experts juridiques. Afin de sensibiliser le public à l'importance de la tolérance, IRLA sponsorise aussi annuellement le dîner de la liberté, réunissant des personnalités du monde politique, civil et religieux connus pour leur engagement dans la défense de la liberté religieuse,. IRLA produit l'émission télévisée Global Faith and Freedom (Foi globale et liberté), qui réunit un panel d'experts sur la liberté religieuse. 
Le sociologue Régis Dericquebourg observe que les adventistes du septième jour se sont bâtis une réputation pour leurs « combats pour les droits de l'homme ». La revue Libre Sens note le « très vif souci de la liberté religieuse pour laquelle les Adventistes n’ont cessé de militer ». Le Conseil œcuménique des Églises indique : « Depuis le début, les adventistes du septième jour s'affirment comme des défenseurs systématiques de la liberté religieuse pour tous et jouent un rôle de pointe dans la promotion de celle-ci, y compris auprès des Nations unies ». 
En juin 2010, James Standish, avocat, collaborateur à IRLA et directeur des relations de l'Église adventiste auprès des Nations unies, a été élu à l'ONU comme secrétaire du comité des ONG sur la liberté de religion ou de conviction, . En janvier 2011, John Graz, le secrétaire général d'IRLA, s'est vu attribuer le « First Freedom Award » (le prix de la liberté) par le First Freedom Center, un institut mondial de la liberté religieuse, neutre sur le plan religieux et politique, qui l'a récompensé « pour son œuvre non sectaire, ses nombreux écrits et une série de festivals mondiaux de la liberté religieuse ».